# 李済華
李 済華（リ・ジェファ、1955年3月1日 - ）は、在日朝鮮人2世のサッカー指導者。FC琉球ゼネラルマネージャー、國學院久我山高校サッカー部総監督。

## 経歴
神奈川県三浦市で生まれ、東京都足立区で育つ。東京朝鮮高級学校、朝鮮大学校を卒業。1981年に母校の東京朝鮮高級学校の社会科教員となり、1987年にサッカー部監督に就任した。東京朝高サッカー部監督時代、朝鮮高校のサッカー部が全国高等学校体育連盟（高体連）に加盟して日本の公式戦に出場できるように、李は茨城朝鮮高級学校サッカー部監督だった尹台祚とともに日本弁護士連合会（日弁連）の人権擁護委員会に救済申し立てを行った。日弁連からの勧告を受けて高体連と文部省が動き、準加盟という形で朝鮮高校の公式戦参加が認められるようになった。
日本学園高校サッカー部コーチを経て、1995年より國學院久我山高校サッカー部に外部コーチとして招かれ、1997年から2014年まで監督を務めた。在任中に全国高校サッカー選手権に6回、全国高校総体に6回出場し、2000年の高校総体では準優勝した。「美しく勝て」をスローガンに攻撃的なパスサッカーを標榜し、練習時間を2時間以内に限定、文武両道を旨とした。2015年より総監督となり、後任の監督には20年以上にわたり李を補佐してきた清水恭孝が就いた。
2014年12月、ユース部門設立に向けてFC琉球のアカデミーのテクニカルダイレクターに就任。2015年6月、テクニカルダイレクターと兼務でトップチームのゼネラルマネージャー(GM)に就任した。
1993年に自身の名を冠したクラブチーム「ジェファFC」を立ち上げ、現在（2017年時点）もその代表を務める。ほかにクラブチーム「FC ALMA松戸」の創設者、アドバイザー、群馬県にあるスポーツ施設「千年の森J-wings」の運営会社タウザントヴァルトの代表でもある。